# Arthur Iturria
Pour les articles homonymes, voir Iturria.

a Compétitions nationales et continentales officielles uniquement.

b Matchs officiels uniquement.
Dernière mise à jour le 27 août 2023.
Arthur Iturria, né le 13 mai 1994 à Pau, est un joueur international français de rugby à XV évoluant aux postes de deuxième ligne ou troisième ligne aile au sein de l'effectif de l'Aviron bayonnais. Il mesure 1,98 m pour 112 kg.
Avec l'ASM Clermont Auvergne, il devient champion de France en 2017 et remporte le Challenge européen en 2019. Il obtient sa première cape avec l'équipe de France lors du premier match du Tournoi des Six Nations 2017.

## Biographie
Arthur Iturria est né le 13 mai 1994 dans la ville de Pau. Formé à l'US Morlaàs, il rejoint le pôle espoirs de l'Aviron bayonnais. En 2012, il signe un contrat espoir avec l'ASM Clermont Auvergne et intègre le centre de formation.
En 2014, il participe au Championnat du monde junior de rugby à XV 2014 avec l'équipe de France de rugby à XV des moins de 20 ans. La France se classe 6e. Auparavant, il porte également le maillot national en catégorie des moins de 18 ans.

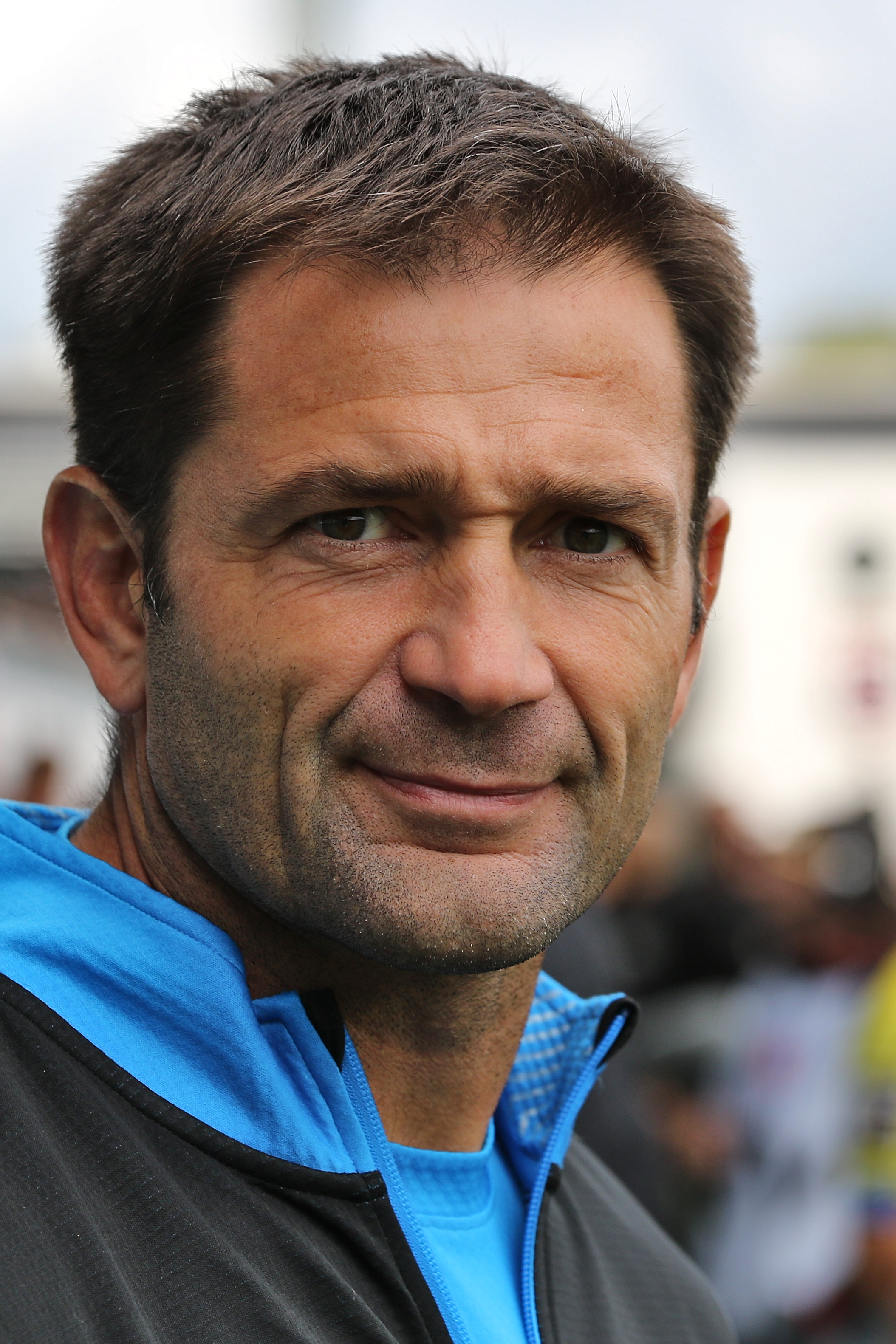
Franck Azéma, ici en 2015, est l'entraîneur d'Arthur Iturria de 2015 à 2021.

En décembre 2014, il signe son premier contrat pro avec l'ASM Clermont. Il s'engage jusqu'en 2018 (dont deux années Espoirs). Il joue son premier match avec les professionnels clermontois le 22 août 2015 face au Stade rochelais en tant que remplaçant.
En juillet 2016, il figure sur la Liste développement de 30 joueurs de moins de 23 ans à fort potentiel que les entraîneurs de l'équipe de France suivent pour la saison 2016-2017. 
En novembre 2016, il est sélectionné en équipe de France par Guy Novès dans le groupe des 30 joueurs destiné à préparer la tournée d'automne. Il ne joue cependant aucun match de la tournée.
Il est de nouveau sélectionné en janvier 2017 dans le groupe qui prépare le Tournoi des Six Nations 2017. Il joue son premier match avec le XV de France dont l'Angleterre le 4 février 2017 en tant que remplaçant. Il entre à la 72e à la place de son coéquipier clermontois Sébastien Vahaamahina. En juin 2017, l'encadrement du XV de France l'intègre dans la liste Élite des joueurs protégés par la convention FFR/LNR pour la saison 2017-2018.
Il aborde le Tournoi des Six Nations 2018 comme titulaire, sous le nouveau mandat de Jacques Brunel. Après le deuxième match face contre l'Écosse, et à la suite de débordements extra-sportifs qui lui occasionnent une fracture du nez, il est privé des matchs contre l'Italie et l'Angleterre. Il réintègre le groupe pour la préparation de la dernière rencontre, contre le Pays de Galles. En 2018, Jacques Brunel le conserve dans la liste des joueurs protégés pour la saison 2018-2019.
En 2018-2019, il est élu dans la meilleure troisième ligne de la saison de Top 14 par les internautes du site rugbyrama.
Il participe a la Coupe du monde de rugby à XV 2019 au Japon. Il est titularisé à deux reprises durant la compétition, une première fois comme deuxième ligne pour le premier match contre l'Argentine, puis comme troisième ligne aile contre les États-Unis.
En novembre 2022, l'Aviron bayonnais annonce le retour d'Arthur Iturria dans son club formateur à partir de juin 2023 et pour une durée de 4 saisons.

## Palmarès

### En club
- Vainqueur du Championnat de France espoirs en 2014 avec l'ASM Clermont Auvergne.
- Finaliste du Championnat de France espoirs  en 2016 avec l'ASM Clermont Auvergne.
- Finaliste de la Coupe d'Europe en 2017 avec l'ASM Clermont Auvergne.
- Vainqueur du Championnat de France en 2017 avec l'ASM Clermont Auvergne.
- Vainqueur du Challenge européen en 2019 avec l'ASM Clermont Auvergne.
- Finaliste du Championnat de France en 2019 avec l'ASM Clermont Auvergne.

### En équipe nationale
- Vainqueur du Tournoi des Six Nations des moins de 20 ans (Grand Chelem) en 2014 avec l'équipe de France des moins de 20 ans.

## Statistiques

### En club
Arthur Iturria joue son premier match avec les professionnels de l'ASM Clermont le 22 août 2015 face au Stade rochelais en tant que remplaçant.

### En équipe nationale
Iturria joue avec l'équipe de France des moins de 18 ans puis des moins de 20 ans.
Arthur Iturria obtient sa première sélection avec l'équipe de France le 4 février 2017 contre l'équipe d'Angleterre, premier match du Tournoi des Six Nations 2017.

#### Tournoi des Six Nations
| Édition          | Rang | Résultats France | Résultats Iturria | Matchs Iturria |
| ---------------- | ---- | ---------------- | ----------------- | -------------- |
| Six Nations 2017 | 3    | 3 v, 0 n, 2 d    | 0 v, 0 n, 1 d     | 1/5            |
| Six Nations 2018 | 4    | 2 v, 0 n, 3 d    | 0 v, 0 n, 2 d     | 2/5            |
| Six Nations 2019 | 4    | 2 v, 0 n, 3 d    | 2 v, 0 n, 3 d     | 5/5            |

#### Coupe du monde
| Édition    | Rang               | Résultats France | Résultats Iturria | Matchs Iturria |
| ---------- | ------------------ | ---------------- | ----------------- | -------------- |
| Japon 2019 | Quart de finaliste | 3 v, 0 n, 1 d    | 2 v, 0 n, 0 d     | 2/4            |